# Арасланово (посёлок, Челябинская область)
Арасла́ново — посёлок в Нязепетровском районе Челябинской области России. Входит в Шемахинское сельское поселение.

## География

Посёлок Арасланово. На дальнем плане горы Зюрян и Слямь.

Находится в 23 км к северо-западу от районного центра города Нязепетровск, в 3 км к востоку от реки Уфы, на высоте 335 метров над уровнем моря, у западного подножья горы Зюрян, высшей точки Бардымского хребта.
В окрестностях посёлка обитают редкие и занесённые в Красную книгу Челябинской области: сапсан (лат. Falco peregrinus), обыкновенная медянка (лат. Coronella austriaca), ветреничка отогнутая (лат. Anemonoides reflexa), лапчатка Кузнецова (лат. Potentilla kuznetzowii), решетник азиатский (лат. Boletinus asiaticus), гомофус булавовидный (лат. Gomphus clavatus), рамария финская (лат. Ramaria fennica), клавариадельфус усечённый (лат. Clavariadelphus truncatus), ригидопорус шафранно-жёлтый (лат. Rigidoporus crocatus).

## История

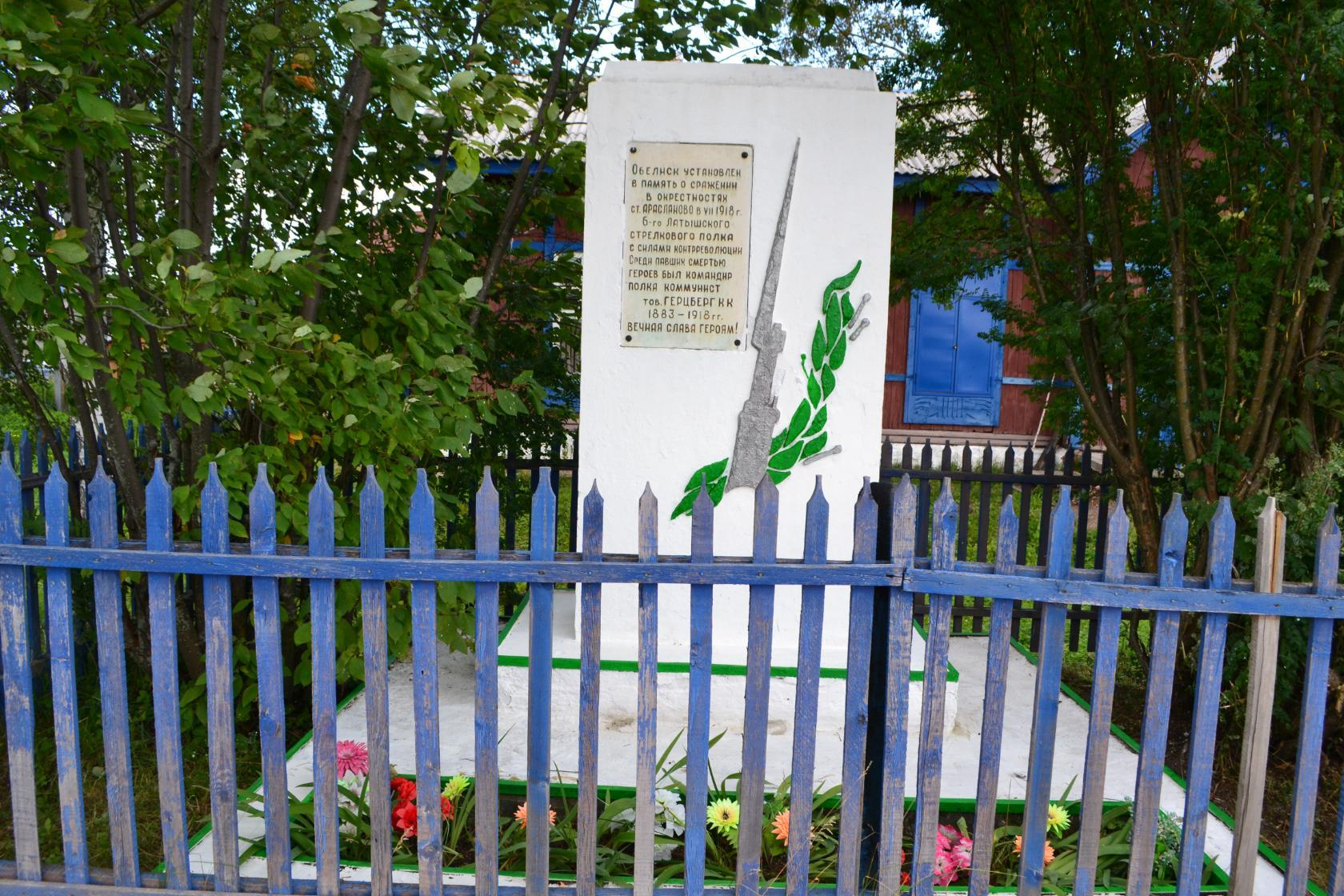
Обелиск посвящённый бойцам 6-го Латышского стрелкового полка

Возникновение посёлка связано со строительством Западно-Уральской железной дороги с 1912 по 1916 годы. Посёлок был основан при одноименной железнодорожной станции, названной в честь расположенного в 5 км к западу села Арасланова.
18 июля 1918 г. в посёлке в районе железнодорожной станции проходил бой между прибывшими на бронепоезде подразделениями латышских стрелков в составе Красной Армии и Чехословацкий корпусом, следовавшими со станции Челябинск в Красноуфимск. В память о данном событии установлен обелиск возле здания вокзала.
В дальнейшем развитию посёлка способствовало создание леспромхоза, к середине XX века вошедшего в состав Нязепетровского леспромхоза, занимающегося заготовкой и реализацией в централизованном порядке дров, деловой древесины, древесного угля. Этому способствовали железная дорога и близость реки Уфы.
В советское время в посёлке был построен и действовал элеватор для временного хранения и дальнейшей транспортировки железнодорожным транспортом зерна, выращиваемого в близлежащих сельскохозяйственных предприятиях Шемахинского совхоза. Была открыта основная общеобразовательная школа.

## Население
| 2002 | 2010 |
| ---- | ---- |
| 634  | ↘481 |

| Демографические показатели |                       |                       |                              |                              |                              |
| Численность населения      | Численность населения | Численность населения | Состав населения на 2010 год | Состав населения на 2010 год | Состав населения на 2010 год |
| 1970                       | 2002                  | 2010                  | мужчины                      | женщины                      |                              |
| 1329                       | 631                   | 481                   | 229                          | 252                          |                              |

По данным Всероссийской переписи, в 2002 году национальный состав населения: русские (88 %), татары (9 %).

## Транспорт
На территории посёлка расположена железнодорожная станция Арасланово Южно-Уральской железной дороги (в настоящее время законсервирована на неопределённый период). Посёлок связан грунтово-щебёночными дорогами с региональной автодорогой 75К-011 Касли — Верхний Уфалей — Нязепетровск — Арти — Красноуфимск, сёлами Шемаха и Араслановым. 3 раза в неделю осуществляется автобусное сообщение с районным центром Нязепетровском.
Расстояния по автодорогам до:
- ближайшей железнодорожной станции ― 0 км,
- города Верхнего Уфалея ― 77 км,
- центра сельского поселения села Шемаха ― 7км,
- районного центра города Нязепетровска ― 31км,
- областного центра города Челябинска ― 225 км через Нязепетровск, Верхний Уфалей, Кыштым, Аргаяш; 261км через Нязепетровск, Верхний Уфалей, Касли, Тюбук.

## Улицы
Уличная сеть посёлка состоит из 11 улиц:
- Береговая
- Зелёная
- Ленина
- Мира
- Октябрьская
- Первомайская
- Пролетарская
- Свердлова
- Северная
- Труда
- Школьная

## Галерея

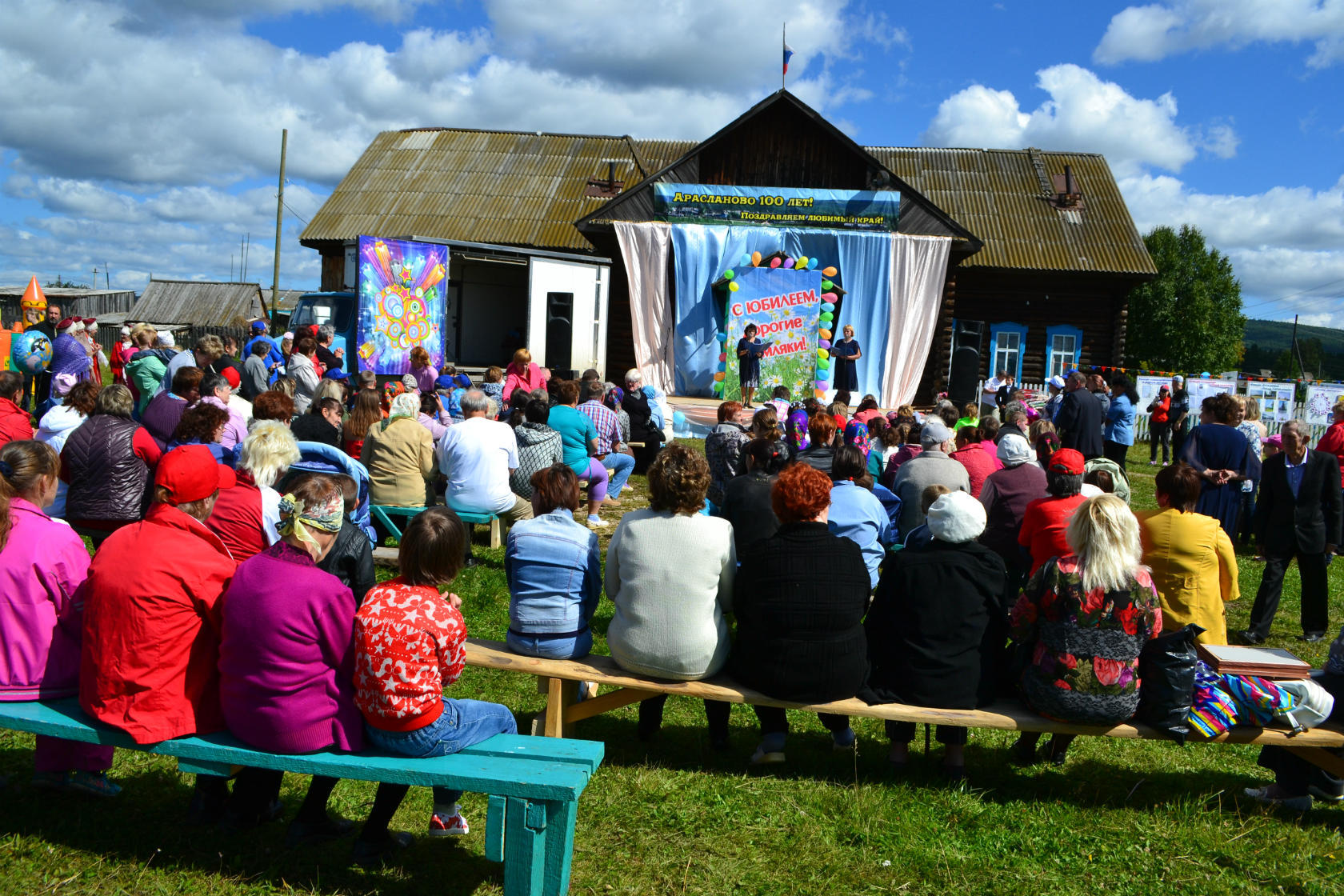
Арасланово. Празднование 100-летнего юбиле посёлка. 2015 г.
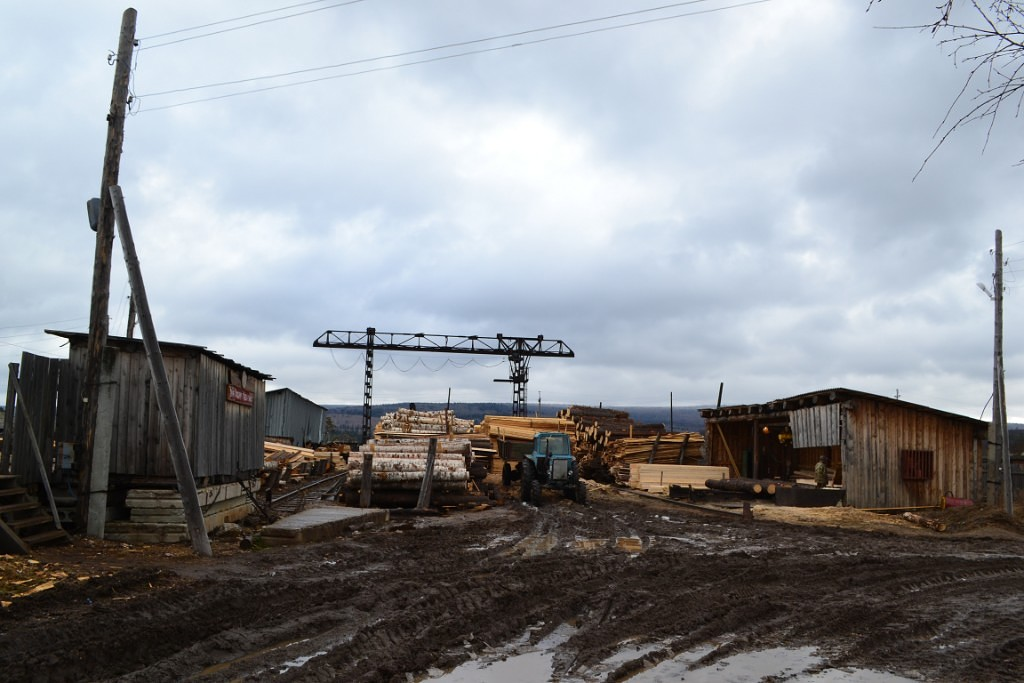
На территории бывшего леспромхоза и поныне занимаются заготовкой леса
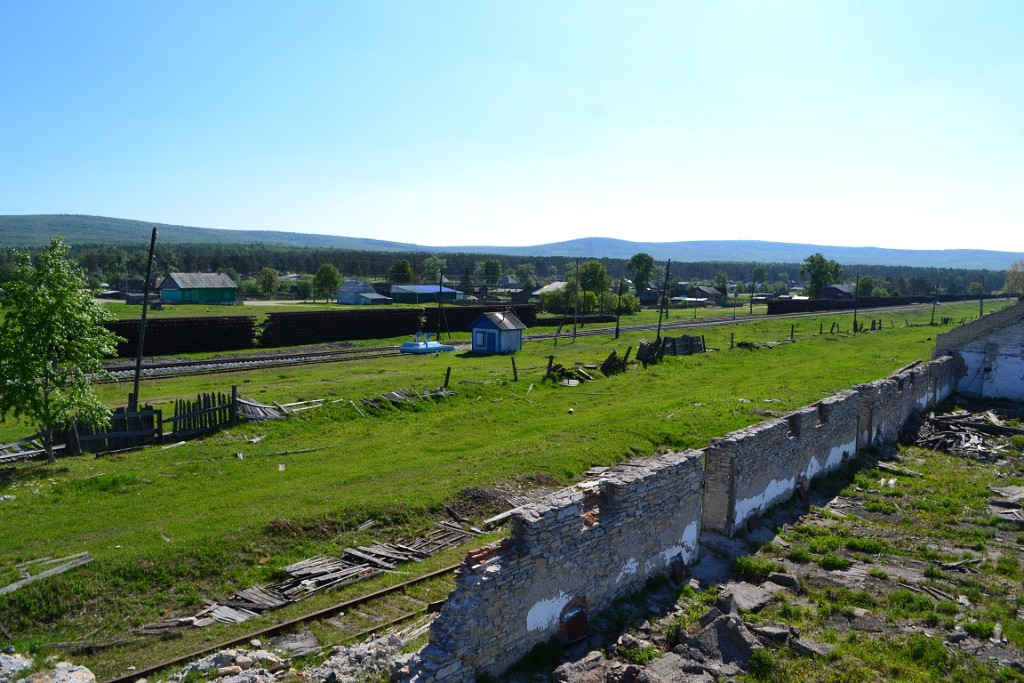
Вид на посёлок. На переднем плане пути станции Арасланово и руины бывшего зерноэлеватора
Здание вокзала железнодорожной станции в посёлке Арасланове.

## Топографические карты
- Лист карты O-40-XXXVI Нязепетровск. Масштаб: 1 : 200 000. Состояние местности на 1986-1991 год. Издание 1993 г.
- Лист карты O-40-143 Шокурово. Масштаб: 1 : 100 000. Состояние местности на 1991 год. Издание 1992 г.